# Filippo Scannabecchi
Filippo Scannabecchi, znan kot Lippo di Dalmasio, je bil italijanski slikar, * 1360, † 1410.
1. ↑  Record #12253221X // Gemeinsame Normdatei — 2012—2016.
2. ↑  Katalog Nemške nacionalne knjižnice